# 洼底镇
洼底镇，原为洼底乡，是中华人民共和国四川省阿坝藏族羌族自治州茂县下辖的一个乡镇级行政单位。2019年12月，撤消白溪乡、洼底乡，以原白溪乡罗顶寨村、何家坝村、余家沟村、紫坪山村和原洼底乡所属行政区域为洼底镇的行政区域。

## 行政区划
洼底镇下辖以下地区：
洼底村、三寨村、犀牛山村、沙胡寨村和雅珠寨村。